# Moran Buttress
Il Moran Buttress (in lingua inglese: Contrafforte Moran) è una ripida falesia, o scogliera rocciosa, situata 4 km a sud del Koopman Peak, che si innalza fino a 2.600 m e forma una imponente sporgenza  tra il Ghiacciaio Davisville e il Ghiacciaio Quonset, nel settore settentrionale del Wisconsin Range della catena dei Monti Horlick, nei Monti Transantartici, in Antartide.
Il contrafforte è stato mappato dall'United States Geological Survey (USGS) sulla base di rilevazioni e foto aeree scattate dalla U.S. Navy nel periodo 1960-64.
La denominazione è stata assegnata dall'Advisory Committee on Antarctic Names (US-ACAN), in onore del capitano di corvetta Clifford D. Moran, della U.S. Navy, pilota di aerei durante l'Operazione Deep Freeze del 1966 e 1967.